# 東山文化

銀閣寺庭園

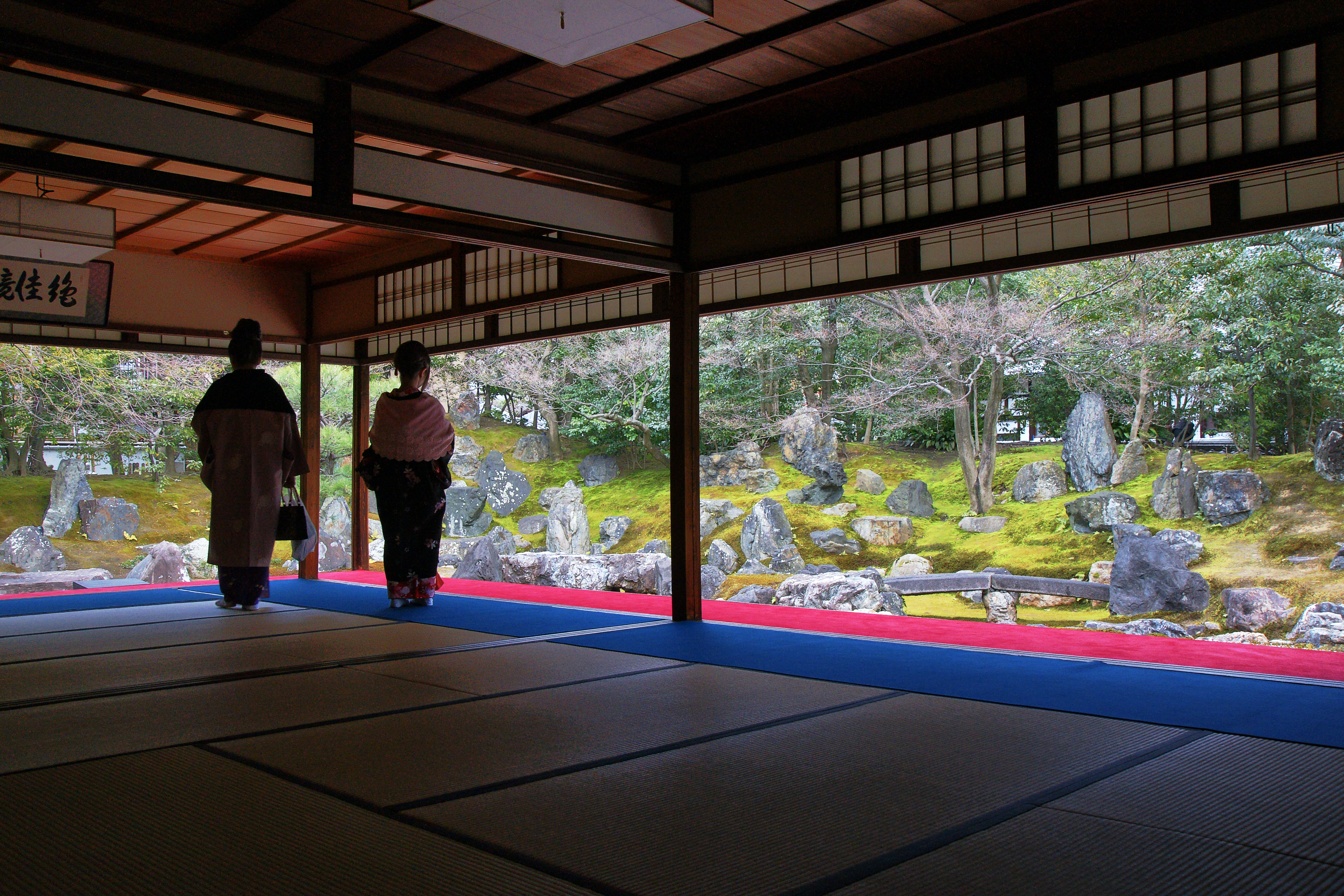
東山文化期に和室（畳、障子、襖、床の間）や枯山水が様式化された。

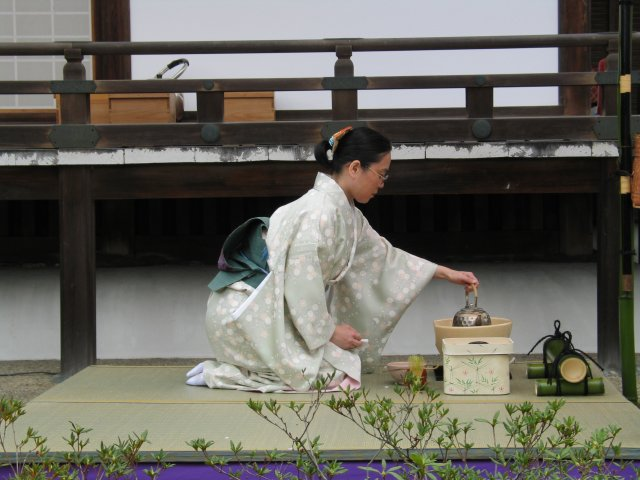
茶道

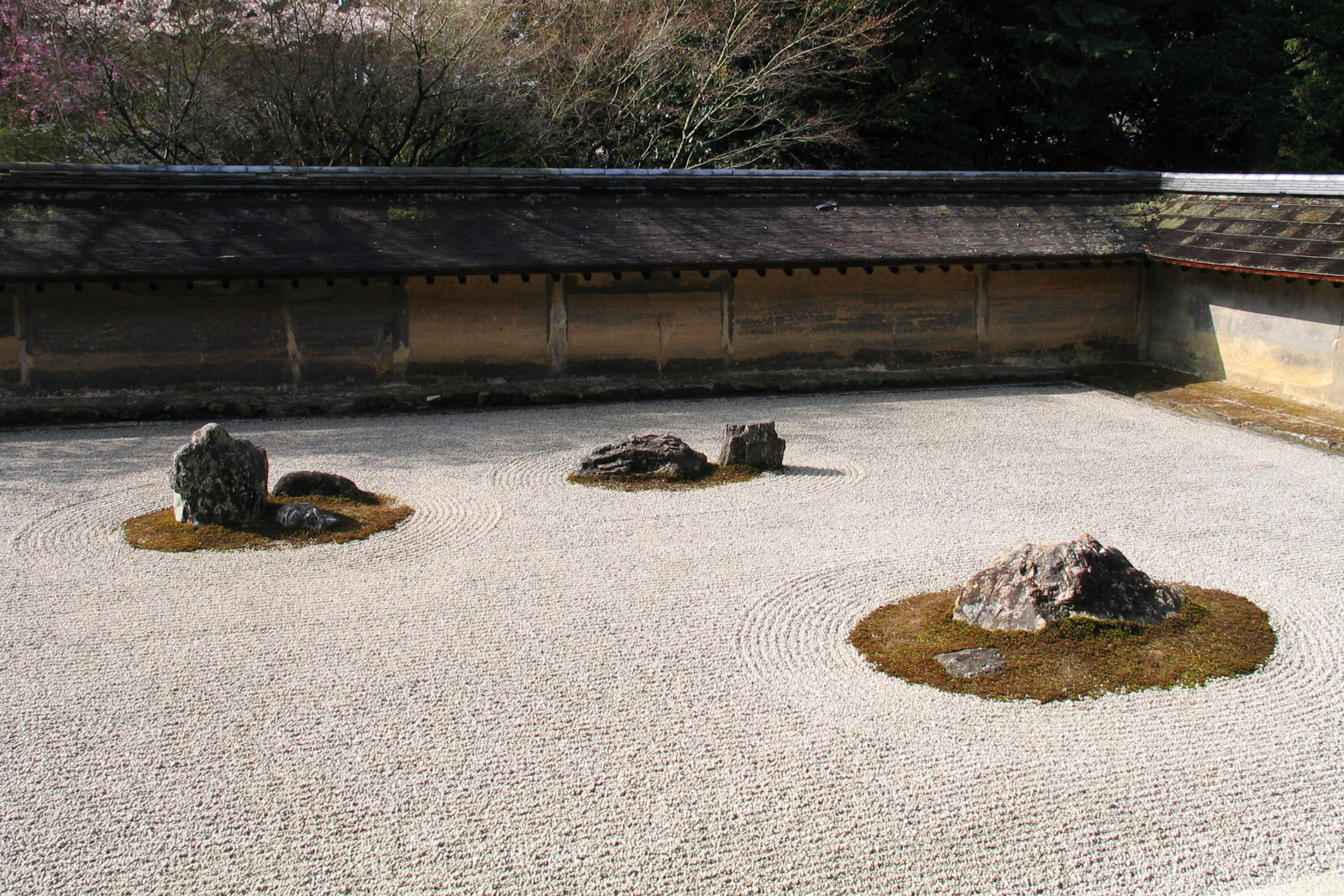
龍安寺石庭

東山文化（ひがしやまぶんか）は、室町時代中期の文化を指す用語。八代将軍足利義政（1436年-1490年）が築いた京都の東山山荘を中心に、武家、公家、禅僧らの文化が融合して生まれたとされる。慈照寺銀閣は東山文化を代表する建築である。

## 概要
応仁の乱（1467年）以降、戦乱に明け暮れる世の中になったが、一方では能、茶道、華道、庭園、建築、連歌など多様な芸術が花開いた時代で、それらは次第に庶民にも浸透し、今日まで続く日本的な文化を数多く生み出した。また、京都が戦火に見舞われたことで多くの文化人・知識人が地方の守護大名のもとへ身を寄せたため、文化の地方伝播が進行した。貴族的・華麗な足利義満の北山文化に対して、幽玄、わび・さびに通じる美意識に支えられていると評される。

## 建築
- 慈照寺銀閣：正式には慈照寺観音殿。一層は住宅風の書院造、二層は禅宗様（唐様）の仏殿という構成になっている。
- 慈照寺東求堂：持仏堂。四畳半の部屋（同仁斎）は義政の書斎で初期の書院造建築として知られる。茶室の起源とも、近代和風建築の原型ともなった。
- 大笹原神社本殿

## 庭園
竜安寺方丈庭園
長方形の庭に白砂を敷き、15個の石を配する。一木一草も用いず、きわめて象徴的な表現で自然をそこに写し出す手法を採っている。渓流を虎が児をともなって渡るようにみえるため「虎の子渡し」の俗称をもつ。相阿弥の作といい、細川勝元の作ともいうが、ともに確かでない。庭石に「徳次良」「小太良」の2名の名が刻まれているが、実際に石を組んだ河原者の名であろうと考えられている。
大徳寺大仙院庭園
枯山水の代表的な庭園のひとつ。深山幽谷を発した水が、落瀑となり、大河となって流れていく全景を石と白砂をもって象徴的に表現している。16世紀初めの作庭といわれる。　

## 絵画
- 狩野正信（1434年-1530年）：狩野派の祖。水墨画と伝統的な大和絵を融合させる。小栗宗湛のあと幕府の御用絵師になる。
- 土佐光信（生没年不詳）：土佐派の祖。日本古来の大和絵を発展させた。宮廷絵所預になる。
- 雪舟（1420年-1506年）：日本風の水墨画を大成。大内氏の庇護を受ける。

## 工芸
- 後藤祐乗（1440年-1512年）：金工。義政に仕え、刀剣金具の製作を行う。
- 幸阿弥家：漆工
- 五十嵐家：漆工
- 相阿弥：盆庭

## 文化
- 茶道
  - 村田珠光（1422年-1502年）：一休宗純に師事、義政に仕えたとされる。禅を茶の湯に加味し、茶道の祖と言われる。
- 華道
  - 池坊専慶
- 香道
  - 志野宗信（1433年-1523年）：義政に仕えた同朋衆の一人。志野流香道の祖であり、義政より名香「蘭奢待」を拝受。
- 連歌

## 仏教
- 臨済宗　栄西
  - 一休宗純
- 浄土真宗　親鸞
- 日蓮宗　日蓮

## 室町文化
元々、「東山御物」などを重要視する茶道やその周辺の芸術工芸の分野から「東山時代」という語が生み出されたようであるが、歴史学で昭和初期から「東山時代」という用語が使われるようになり（笹川種郎「東山時代の文化」1928年、など）、東山時代の文化の意味で「東山文化」という用語が生まれた。のちにこれと対比して北山文化という用語も生まれた。当時は南朝が正統とされていたことから、室町時代のことが中々正面切って論じられなかったという背景もあったようである。
しかし、東山文化がいつ始まりいつまで続いたか区分が明確でないことや、義持・義教の時代が無視されてしまうことへの批判、禅宗の影響や公家文化と武家文化の融合など共通性が多いことから、今日の歴史学では両者を合わせて「室町文化」として論じるのが一般的であるという。